# Institut polono-japonais des technologies de l'information
L'Institut polono-japonais des technologies de l'information (en polonais, Polsko-Japońska Akademia Technik Komputerowych, et en japonais, ポーランド日本情報工科大学, Pōrando nihon jōhō kōka daigaku), est un établissement d'enseignement supérieur de droit privé situé à Varsovie, en Pologne. Il a été fondé en 1994 à l'initiative des gouvernements polonais et japonais.

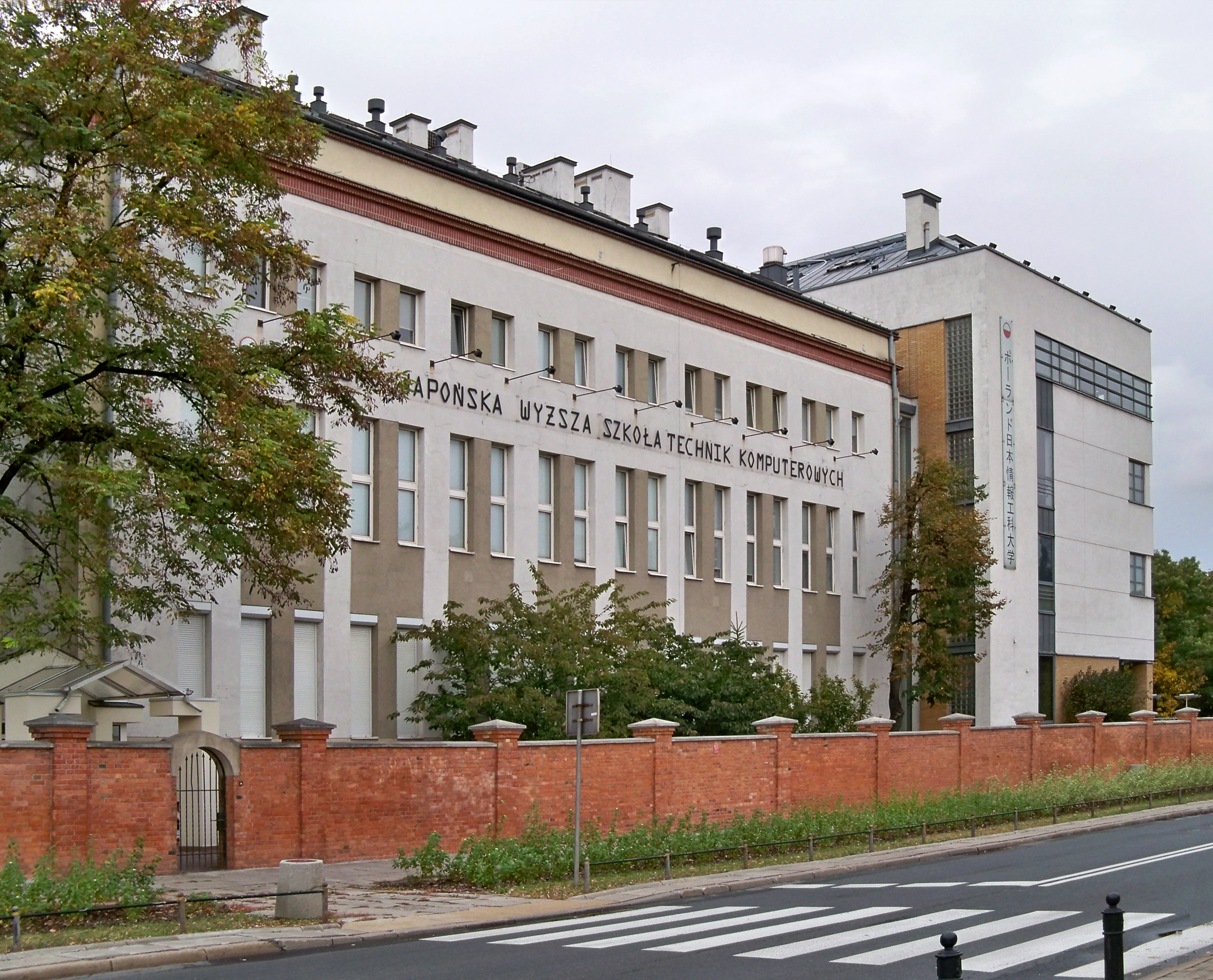
Institut polono-japonais des technologies de l'information

Selon le classement mondial des universités Webometrics Ranking of World Universities élaboré par l'Institut espagnol Consejo Superior de Investigaciones Científicas, l'école occupe la 16e place en Pologne parmi les établissements d'enseignement supérieur technique, et le 2 191e dans le monde parmi tous les types d'universités en 2013. En 2015, elle est classée au troisième rang des établissements d'enseignement supérieur technologique privé en Pologne.
L'établissement a des antennes à Bytom (Wydział zamiejscowy PJATK w Bytomiu (pl)) et à Gdańsk (Wydział zamiejscowy PJWSTK w Gdańsku (pl)).

## Anciens élèves et professeurs renommés
Deux des leaders nationaux des listes de candidats aux élections parlementaires polonaises de 2015 ont fait des études puis enseigné dans l'établissement :
- Barbara Nowacka, tête de liste de Zjednoczona Lewica (coalition de partis de gauche présents au parlement sortant)
- Adrian Zandberg, tête de liste de Razem (gauche alternative)

## Histoire
- 1993 : Entretiens sur la coopération et les échanges culturels et scientifiques entre le Japon et la Pologne
- 30 novembre 1994 : enregistrement par le ministre de l'Éducation nationale en tant qu'établissement d'enseignement supérieur privé
- 1997 : centre officiel d'examens de la Chambre de commerce et d'industrie de Londres (en) (LCCIEB)
- 1998 : habilité à délivrer le titre d'ingénieur (master-ingénieur)
- 2000 : ouverture d'un centre de formation pour les pays d'Europe centrale et orientale (sous les auspices de l'Agence de coopération internationale du Japon)
- 2000 : fondation d'une académie polonaise en réseau CISCO
- 2002 : habilité à conférer le grade de docteur en sciences et techniques (informatique)
- 2002 : classement par le Comité de la recherche scientifique (KBN)
- 2003 : ouverture d'une antenne à Bytom
- 2005 : ouverture du département des arts et des nouveaux médias
- 2007 : ouverture du département de culture du Japon
- 2007 : ouverture d'une antenne à Gdańsk
- 2009 : autorisation de délivrer le diplôme de docteur habilité en sciences et techniques informatiques
- 2011 : ouverture d'une antenne du département des arts et des nouveaux médias à Gdańsk
- 2013 : lancement de nouvelles études doctorales dans le domaine des sciences sociales
- 2014 : habilité à conférer le grade de docteur en sciences et techniques (mécanique)

## L'offre en filières de formation
- Informatique (Varsovie, Bytom, Gdańsk)
- Gestion de l'information
- Études japonaises
- Arts et nouveaux médias (en) (Varsovie, Gdańsk)
- Architecture d'intérieur